# خوان كوكا
خوان كوكا (بالإنجليزية: Juan Coca)‏ هو لاعب كرة قدم أمريكي في مركز الهجوم، ولد في 31 مايو 1993 في سان خوان في الولايات المتحدة. شارك مع منتخب بورتوريكو تحت 20 سنة لكرة القدم ومنتخب بورتوريكو لكرة القدم. أما مع النوادي، فقد لعب مع نادي غواينابو فلوميننس.

## وصلات خارجية
- خوان كوكا على موقع الاتحاد الدولي (مؤرشف)  (الإنجليزية)
- خوان كوكا على موقع قاعدة بيانات كرة القدم.إي يو (الإنجليزية)
- خوان كوكا على موقع ناشيونال فوتبول تيمز (الإنجليزية)
- خوان كوكا على موقع Soccerway.com (الإنجليزية)
- خوان كوكا على موقع عالم كرة القدم.نت (الإنجليزية)